# Герб Котласа
Герб Котласа наряду с флагом и гимном является официальным символом города Котласа и муниципального образования «Котлас» Архангельской области. Впервые принят в 1987 году, нынешний вариант утверждён решением Собрания депутатов МО "Котлас" № 391 от 15 февраля 2007 года. Герб внесён в Государственный геральдический регистр Российской Федерации под регистрационным номером 3458.

## Описание и обоснование символики
Официальное геральдисческое описание герба (блазон) гласит:
В червлёном поле лазоревая, окантованная золотом трёхлучевая звезда, верхний луч которой обременён золотой звездой о восьми лучах и сопровождён по сторонам двумя такими же звёздами и выше них двумя золотыми елями; поверх всего — золотое окрылённое железнодорожное колесо (колесо в центре трухлучевой звезды, крылья выходят за её пределы ниже звёзд, сопровождающих её верхний луч).
Гласный герб. В переводе с зырянского языка Котлас (Кодлас) означает «вход». Это действительно ворота на север, в Сибирь, в Чудь Заволоцкую. Это крупный промышленно-транспортный узел Европейского Севера России.
Три луча звезды символизируют средоточие трёх больших рек, в пересечении которых и образовался Котлас. Три звезды означают деревни, первоначально вошедшие в городскую черту: Жернаково, Осокориха, Петрухонская. Дугообразное расположение звёзд означает крупнейшие в регионе мосты через Северную Двину — автомобильный и железнодорожный.
Крылатое колесо олицетворяет железнодорожный транспорт, развитие которого дало толчок образованию города.
Ёлочки — знак лесного края, а также лесопереработки.
Доминирующий золотой цвет элементов герба символизирует восход, расцвет, прогресс развивающегося города.
- Лазурь — символ красоты и величия.
- Червлень — символ мужества.
- Золото — символ богатства, справедливости[3].

## История

### Герб 1987 года
Конкурс на создание городского герба Котласа проходил в 1967 году, в нём участвовал и автор нынешнего герба Юрий Иванович Чирков. Конкурс, однако, закончился безрезультатно. 
Также известен неофициальный проект герба города (использовался на значках) с изображением шестерни, ели, якоря, железнодорожных инструментов.
Первый герб города Котласа был утверждён 9 октября 1987 года. Его автор — котласский художник Ю.И.  Чирков.
В поле стального цвета, олицетворяющего Север, расположена трёхконечная звезда голубого цвета, окаймлённая узкой золотой полоской, символ слияния двух рек: Вычегды и Северной Двины, где расположен город. Звезду охватывает золотая полушестерня, рядом с которой находятся золотые эмблемы, символизирующие воздушный, железнодорожный и речной транспорт. В нижней части герба маленькая золотая ёлочка. Венчает герб флаг РСФСР, на голубой полосе которого дата образования города „1917“, а на красной — название города „КОТЛАС“. Буквы, цифры и узкая кайма золотого цвета. Герб рассказывает о том, что город крупный промышленный центр, транспортный узел с комплексом деревообрабатывающих предприятий.
Герб отражал положение Котласа как крупного транспортного узла на Северо-Западе СССР.

### Постсоветский период
В постсоветское время городские власти решили отказаться от советских символов в гербе. В 1996—97 годах был проведён городской конкурс по разработке нового герба Котласа, но лучший проект не был выбран. Однако в это время использовался упрощённый вариант городского герба, за основу которого был взят герб образца 1987 года — из транспортных символов на нём сохранился только якорь. Данный вариант (никогда и никем не утверждённый) появился к юбилею города в 1997 году и просуществовал около 9 лет. 

### Новый герб
В 2001 году был объявлен конкурс на создание нового герба Котласа к предстоящему 85-летию города, но в силу разных причин итоги конкурса подведены не были.
В 2004 году было образовано Муниципальное образование «Котлас», имеющее статус городского округа. В 2006 году был вновь объявлен конкурс на лучший проект герба города и муниципального образования Котлас. На конкурс было представлено 25 работ. В ноябре 2006 года лучшие проекты были опубликованы в местной газете «Вечерний Котлас».
23 ноября 2006 года решением Собрания депутатов муниципального образования «Котлас» № 343 был утверждён новый герб, который представлял из себя реконструированный вариант первого герба города, в котором золотые эмблемы, символизирующие воздушный, железнодорожный и речной транспорт, были заменены на зелёные ёлочки.
15 февраля 2007 года, по ходатайству городского Совета ветеранов войны и труда, решением № 391 Собрания депутатов третьего созыва муниципального образования «Котлас» «О гербе города Котлас» было отменено решение Собрания депутатов от 23 ноября 2006 года № 343 "О гербе муниципального образования «Котлас» и был утверждён новый вариант герба Котласа (ныне действующий) и Положение о гербе. Автором герба, так же как и предыдущей версии, стал Ю.И. Чирков.

## Критика
Существуют мнение, что нынешний вариант герба является неудачным. Критике подвергается как официальное описание символики, так и факт использования в муниципальном гербе логотипа «Российских железных дорог». 